# راژان
راژان، روستایی است از توابع بخش سیلوانا و در شهرستان ارومیه استان آذربایجان غربی ایران. روستا به شدت با کمبود آب مواجه است این روستا از نظر بعد جغرافیایی در ارتفاع زیادی نسبت به سایر جاهای منطقه قرار دارد و به همین دلیل است که در زمستان بسیار سردتر است و همه‌ساله تپهٔ «کَوی زَر» آن در زمستان باعث راهبندان‌های بسیار خطرناک می‌شود.
بیشتر افراد جوان در منطقه بر این عقیده‌اند که کلمه راژان تغییر یافته کلمه «رزان» (در کردی به معنی باغ و باغچه) است و دلیل آن را وجود درختانی وحشی در سراسر این روستا (و به احتمال قوی در این منطقه) در زمان‌های گذشته دانسته‌اند. به دلیل ایجاد سد سیلوانا در منطقه و به زیر آب رفتن چندین روستا، اهالی این روستاها در روستای راژان اسکان داده شدند به همین دلیل راژان در چند سال گذشته با افزایش جمعیت روبرو و دچار کمبود آب در فصول گرم شده‌است. 
، از نویسندگان و محققان فرهنگی از اهالی این روستا می‌باشد.
در این روستا انتخاب دهیار بعد از انتخابات شورای اسلامی صورت می‌گیرد و انتخابات شورای اسلامی در این روستا با حساسیت زیادی برگزار می‌گردد.آقای ادریس طاهری یکی از معروف ترین و شناخته شده ترین گچ کار استان آذربایجان غربی،در این روستا زندگی میکند. هم‌اکنون آقای صادق نیک نیا که به عنوان دهیار راژان از طرف شورای محترم و ریش سفیدان انتخاب شده‌است در حال انجام خدمت در شهرک راژان می‌باشد. یکی از مشکلات جدی در روستای راژان کمبود آب شرب می‌باشد که در سالهای اخیر به علت گسترش زیاد راژان و ثابت ماندن میزان آب لوله‌کشی و تامین آب از شبکه طولانی و گسترده هاشم‌آباد مشکلات جدی برای اهالی روستا به‌وجود آورده‌است و حتی در فصل تابستان مجبور به جیره‌بندی آب می‌شوند. 
- وجود دفتر پست بانک
- مدارس ابتدایی، راهنمایی

.
- نانوایی
- ساختمان بهداشت روستایی

## جمعیت
۷۰۰۰این روستا در دهستان دشت قرار داشته و بر اساس سرشماری سال ۱۳۸۵جمعیت آن نفر ۶۶۹ خانوار) بوده‌است.
علت رشد جمعیت آن مهاجرت روستاهای (دوله پسان، خری و هلوری و تعدادی هم از اهالی روستای میرآباد) که به دلیل احداث سد سیلوانا، روستاهای آنان تخلیه شدند و در محله‌ای در راژان به نام سه راه راژان اسکان داده شدند، می‌باشد.
جمعیت روستای راژان جمعیتی جوان است به‌طوری‌که می‌توان گفت حدود ۴۰٪ جمعیت آن جوان و مابقی خردسال، کودک، میانسال و پیر می‌باشند.